# 観光ビジネス科
観光ビジネス科（かんこうビジネスか）は、おもに専修学校、職業能力開発校にある科目のひとつ。

## 観光ビジネス科を設置する施設の例

### 教育施設

#### 短期大学
- 仙台青葉学院短期大学:2016年度より。

#### 専修学校
- 専門学校盛岡カレッジオブビジネス
- 秋田コア ビジネスカレッジ
- 大育情報ビジネス専門学校
- 沖縄ウエル・スポーツ専門学校
- 関西経理専門学校旅行
- 名古屋ビジネス専門学校
- MCL専門学校
- 駿台観光&外語専門学校
- 専門学校キッツビジネスカレッジ商業実務専門課程
- YICキャリアデザイン専門学校
- 東京商科学院専門学校
- 日本航空専門学校白老校

#### その他（未分類）
- JSLインターナショナルアカデミー
- トラベル・アンド・コンダクターカレッジ (トラベル&コンダクターカレッジ)
- 東北外語学園
- 享栄ビジネスカレッジ
- 奈良県立奈良朱雀高等学校　観光ビジネス科

### 職業訓練施設

#### 地域職業訓練センター
- 丹後地域職業訓練センター
- 中高高等職業訓練校中野地域職業訓練センター

#### 職業能力開発校
- 山口県立西部高等産業技術学校
- 千葉県立館山高等技術専門校
- 北海道立室蘭高等技術専門学院
- 和歌山県立田辺産業技術専門学院

#### 職業能力開発短期大学校
- 山梨県立産業技術短期大学校

#### 職業能力開発促進センター
- 独立行政法人高齢・障害・求職者雇用支援機構沖縄職業能力開発促進センター

## 類似する科を設置する施設の例

### 教育施設

#### 短期大学
- 折尾愛真短期大学 経済科観光ビジネスコース

#### 専修学校
- 東京商科学院専門学校 観光ビジネス学科
- 専門学校中野スクールオブビジネス トラベルビジネス科
- 麻生外語観光&製菓専門学校 トラベル科
- 関西経理専門学校  旅行・観光ビジネス科
- 松山情報ビジネス専門学校 国際観光ビジネス科
- 麻生外語観光＆製菓専門学校トラベルビジネス科
- 仙台情報ビジネス専門学校トラベル学科

#### その他（未分類）
- 草津観光学院（草津温泉旅館協同組合）
- 佐藤学園国際トラベル学科
- JTBトラベル&ホテルカレッジ 国際観光ビジネス訪日科; 国際観光ビジネス科
- 水戸スクール・オブ・ビジネス国際観光ビジネス科
- トラベル&コンダクターカレッジ#設置学科

### 職業訓練施設

#### 職業能力開発校
- 長崎高等技術専門校　観光・オフィスビジネス科
- 奈良県立高等技術専門校　観光サービス科
- 新潟県立上越テクノスクール　ホテルビジネス科
- 鹿児島観光技能訓練協会　短期課程

#### 職業能力開発短期大学校
- 鹿児島ホテル短期大学校　ホテルビジネス学科
- 山梨県立産業技術短期大学校　ホテルビジネス科
- 会津職業能力開発短期大学校　観光プロデュース学科